# Dakelh

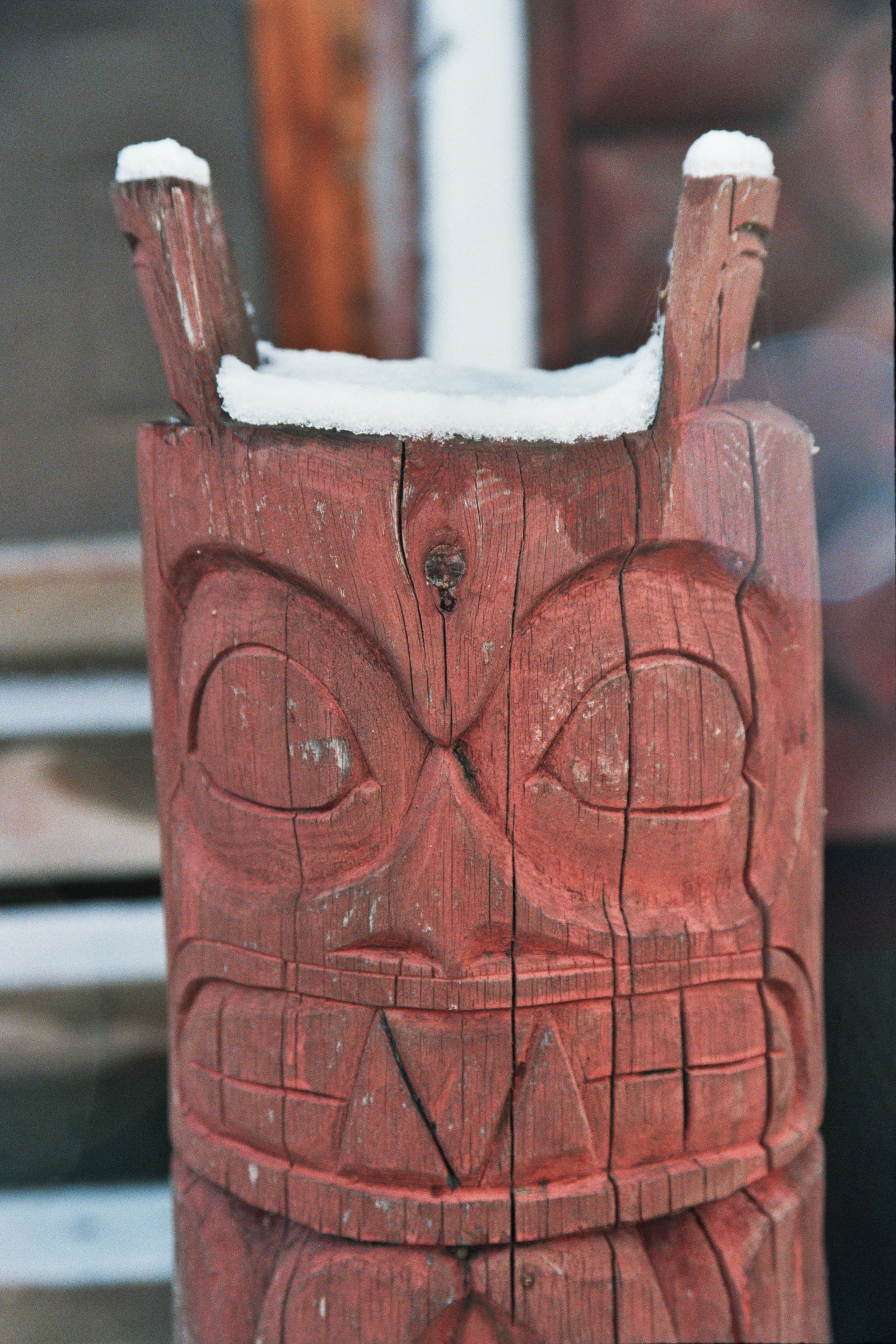
Pequeño tótem de madera ubicado fuera de la Casa de Potlatch de la Nación Saik'uz, representando elementos culturales tradicionales.

Los Dakelh, Carrier o Takuli son una tribu india del grupo na-dené, cuyo nombre proviene de takulli, “pueblo que camina sobre las aguas”, significación de origen dudoso, pero que eran llamados por los ingleses Carrier (porteador) y por los franceses Porteur, por la costumbre de las viudas de llevar en unas alforjas las cenizas de sus maridos muertos durante tres años. Sin embargo, finalmente Canadá ha tomado oficialmente el nombre de Dakelh. Se dividían en 15 bandas.

## Localización
Vivían en ambas orillas del río Fraser y del lago Stuart, entre la costa y las Montañas Rocosas, en el centro de la Columbia Británica, en Canadá. 

## Demografía
En 1980 quedaban 2200 individuos, de los cuales solo 1600 hablaban su lengua. Según la Enciclopedia Británica, en 1970 eran 4500 individuos.
Según el censo canadiense de 2001, eran 6.614 individuos divididos en bandas: Burns Lake (92 h), Cheslatta (299 h), Lheidli T'enneh (309 h), Nadleh Whuten (407 h), Kluskus (184 h), Lake Babibe (2.120 h), Nazko (305 h), Quesnel (138 h), Stellaquo (399 h), Saik'uz First Nation (851 h), Takla Lake (628 h) y Ulkatcho (882 h), todas ellas en la Columbia Británica.

## Costumbres
Tenían algunas costumbres adaptadas de los indios de la cultura del Noroeste, como los rangos sociales y la celebración del potlatch. Se alimentaban de salmón, de caza local y de la recolección de plantas y bayas. Explotaban la madera y construían con ella barcas, canoas, armas, utensilios de cocina y pilares nobiliarios, aunque con una calidad artística inferior a la de los nootka y tlingit.
Los del sur vivían en casas semisubterráneas, y los del norte en casas de planchas de madera y palos entrelazados, como sus vecinos de la costa. Ambos tipos de casas eran comunales, influidos por las de los bellacoola y gitskan. Eran semisedentarios y tenían hogares estacionales en poblados regularmente organizados.
Su organización social era como la de los indios de la costa Noroeste, en clases estructuradas y elaboradas compuestas por nobles, comunes y esclavos, todos ellos con obligaciones complejas, como las de no casarse con los de la propia casta, clan o casa. Cada subgrupo tenía derechos exclusivos sobre su territorio, y la intrusión de otros grupos constituía motivo de represalias. También practicaban el potlacht, costumbre de dar y recibir regalos con fiestas y ceremonias para celebrar acontecimientos como matrimonios, funerales o ennoblecimientos.
Sus creencias estaban centradas en un Dios del Cielo, ayudado por innumerables espíritus naturales, con los cuales se contactaba mediante visiones, sueños, ritos y magia. Creían también en la reencarnación y en el más allá. 

## Historia
El primer europeo que les visitó fue Alexander MacKenzie, de la North West Company, en 1793. Nuevamente fueron visitados en la expedición de Simon Fraser en 1805-1806.
En 1843 el P. Demers estableció entre ellos una misión católica, pero en 1850 comenzaron a ser invadidos por los mineros, que introdujeron enfermedades, alcohol y aculturación, rompiendo con su medio tradicional de vida.
Desde 1870 cada una de las 15 bandas ha firmado tratados de tierras y reservas con el Gobierno canadiense, y en 1885 atravesó su territorio el Canadian Pacific Railroad, lo cual aceleró la aculturación. 

## Enlace
- (en inglés) Bibliografía de materiales sobre cultura e historia de los Carrier.

- Datos: Q1157736
- Multimedia: Dakelh / Q1157736